# Roselle Park
Roselle Park es un borough ubicado en el condado de Union en el estado estadounidense de Nueva Jersey. En el año 2010 tenía una población de 13,297 habitantes y una densidad poblacional de 4,155 personas por km².

## Geografía
Roselle Park se encuentra ubicado en las coordenadas 40°39′55″N 74°16′07″O / 40.66528, -74.26861.